# Jacob Christoph Rad

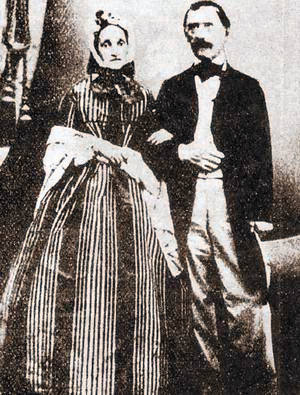
Jacob Christoph Rad und Ehefrau Juliane

Jacob Christoph Rad (* 25. März 1799 in Rheinfelden; † 13. Oktober 1871 in Wien; auch Jakub Kryštof Rad) war Leiter einer Zuckerfabrik und ist als Erfinder des Würfelzuckers in die Geschichte eingegangen.

## Leben
Jacob Christoph Rad wurde als Sohn eines vorderösterreichischen Militärbeamten geboren. Sein Vater hatte familiäre Wurzeln ins schweizerische Brugg. Er wurde später nach Tarnów in Galizien versetzt und kam von dort 1808 nach Wien. Der Sohn wurde in der Hauptstadt bei einem Drogisten in die Lehre geschickt. Seine Gesellenzeit hat Jacob Christoph Rad im Ausland zugebracht. Im Jahr 1835 kehrte er nach Wien zurück. Als er Juliane Schill 1839 heiratete, war er gerade arbeitslos. Möglicherweise über gute Verbindungen seiner Frau kam er beruflich voran.
Jacob Christoph Rad wurde im Jahr 1840 mit der Leitung der Zuckerfabrik der Herrschaft Datschitz im mährischen Datschitz (dem heutigen Dačice) betraut, die dem Freiherrn Karl Anton von Dalberg gehörte. Er begann in dieser Zeit mit Versuchen, Würfelzucker herzustellen. Tatsächlich schaffte er es, Rohzucker maschinell zu Würfeln zu formen. Bei diesen Experimenten wurde Rad maßgeblich durch den örtlichen Güterverwalter Franz von Grebner (1791–1851) gefördert.
Am 23. Januar 1843 wurde Rad ein fünfjähriges Privileg für die Erfindung, im Jahr darauf ein Patent für die Würfelzuckerpresse erteilt. In Datschitz wurde der so genannte Thee-Zucker oder Wiener Würfelzucker produziert.
Rad wechselte 1846 für drei Jahre als Sekretär an die Handelskammer nach Wien. Er beschäftigte sich als kreativer Geist mit einer weiteren Erfindung. Ein optisches Telegrafensystem setzte sich indessen nicht durch. Die an der istrischen Küste im Jahr 1849 aufgebaute Versuchslinie entsprach nicht den in die Neuerung gesetzten Erwartungen.
Der Erfinder zog sich deshalb wieder in die Zuckerbranche zurück und gab unter anderem das Adressen- und Jahrbuch der österr.-ungarischen Rübenzucker-Fabriken und Raffinerien, ferner der protokollierten Firmen der Spiritusbrennereien. heraus. Als Vater von 15 Kindern starb er 1871 in Wien.

## Zucker im 19. Jahrhundert
Hergestellt wurde Zucker vor der Erfindung in Form von Hutzucker. Das waren große Stücke Kristallzucker in Kegelform, die nach dem Erkalten der Zuckermasse steinhart waren. Solch ein Zuckerhut kam in Größen bis zu 1,50 m Höhe auf den Markt und war teuer. Wurde Zucker im Haushalt etwa für einen Kaffeeplausch benötigt, waren aus diesem Kegel kleinere Stücke herauszulösen. Man bediente sich dazu eines Werkzeugs, das in Gestalt von Zuckerhammer, Zuckerhacke, Zuckerbrecher oder Zuckerzange angeboten wurde. Beim Malträtieren der harten Masse traten immer wieder Verletzungen an den Händen des Dienstpersonals auf. Rads Frau Juliane soll sich selbst verletzt haben, als sie Zuckerstückchen anfertigte.
Rad überlegte, wie er kleinere Stücke zuwege bringen könnte. Er schuf ein Model aus Blechstreifen, das einer heutigen Schale für Eiswürfel ähnelte. Den Zuckerhut ließ er raspeln. Die winzigen Stücke wurden nun leicht angefeuchtet und in das Model gefüllt. Wenn alles getrocknet war, hatte man nun passablen Würfelzucker. Auf diesen Grundüberlegungen vervollkommnete er seine Würfelzuckerpresse. Als Alternative zum gewohnten Hutzucker wurde er vom Handel vertrieben, der ferner den im Herstellungsprozess von Zucker beim Sieden entstehenden Zuckersirup verkaufte.

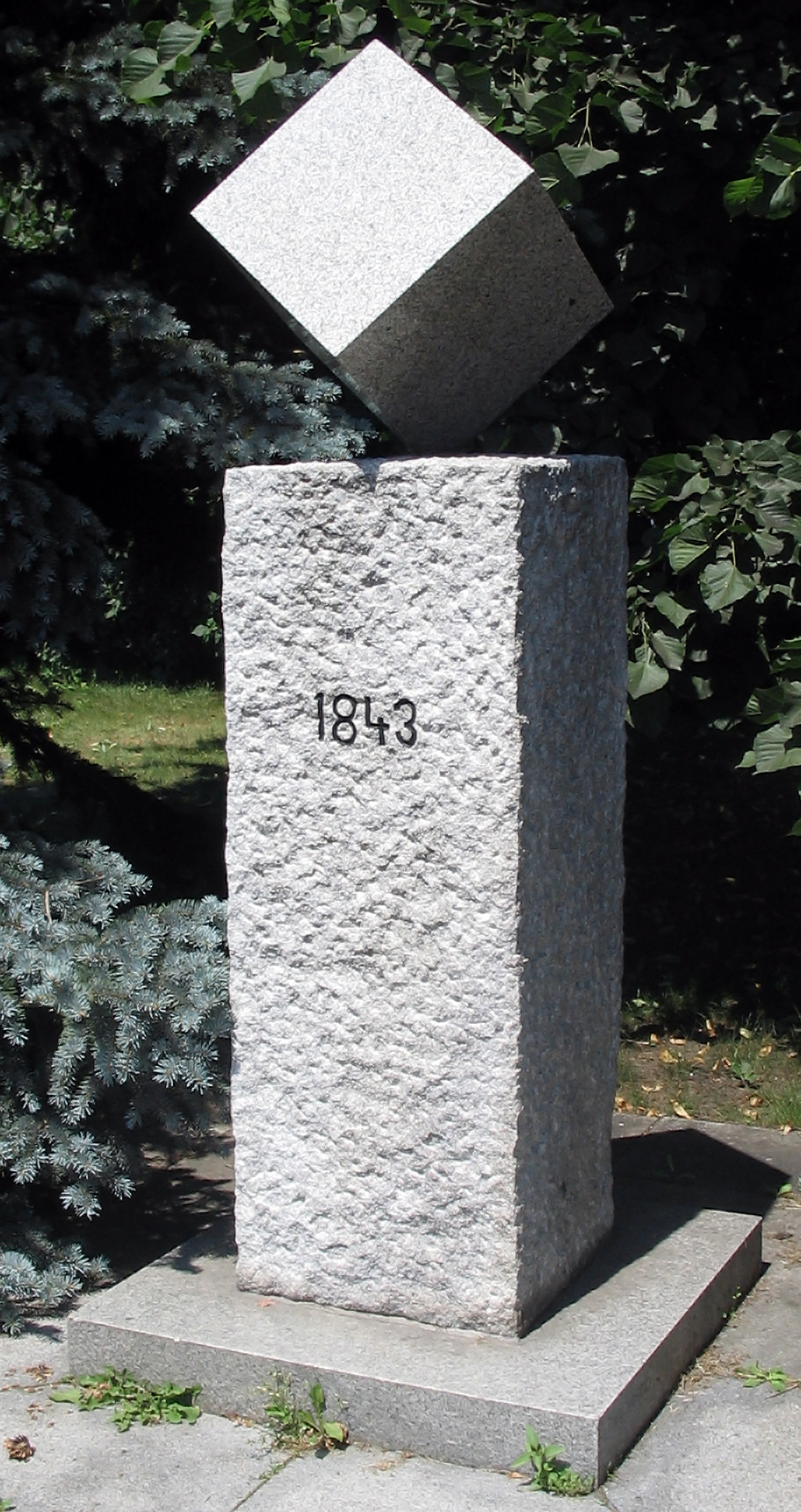
Denkmal für die Erfindung des Würfelzuckers in Dačice

## Ehrung
In Dačice wurde 1983 ein Denkmal aufgestellt, das an den Würfelzucker und seinen Erfinder erinnert.